# Mersin İdman Yurdu Spor Kulübü
O Mersin İdman Yurdu Spor Kulübü (conhecido por Mersin Ídman Yurdu ou simplesmente por Mersin İ.Y.) foi um clube profissional de futebol turco, sediado na cidade de Mersin, capital do estado homônimo, fundado em 16 de agosto de 1925 com o nome Mersin Gençlerbirliği. A partir da segunda metade dos anos 2010 passou por uma severa crise financeira, sendo rebaixado de todas as divisões do futebol profissional da Turquia, tendo disputado as Ligas Regionais Amadoras até o encerramento oficial de suas atividades em 30 de junho de 2019. 
Suas cores oficiais eram o vermelho, o azul e o branco. Possuía rivalidades regionais com o Adanaspor, o Adana Demirspor e o Tarsus İ.Y., mas também mantinha uma relação amistosa com o Bucaspor. 

## Estádio
Entre 1958 e 2014, mandou seus jogos no Tevfik Sırrı Gür Stadyumu, que tinha capacidade para receber 10.128 espectadores. No entanto, com a escolha de Mersin para sediar os Jogos do Mediterrâneo de 2013, o comitê organizador local julgou necessária a construção de um novo e moderno estádio para abrigar as competições de futebol. Assim foi inaugurado em 2013 o Estádio Olímpico de Mersin, com capacidade para 25,534 espectadores. Depois de encerrado o torneio continental, a diretoria do clube decidiu por passar a mandar os jogos do clube no novo estádio a partir da temporada 2014–15 até o encerramento de suas atividades.

## Títulos
- Liga Amadora de Futebol de Adana (4): 1926, 1927, 1931 e 1933
- Campeonato Turco Amador (2): 1944 e 1963
- Liga Profissional de Futebol de Adana (1): 1959–60
- Segunda Divisão Turca (2): 1966–67 e 1981–82
- Taça do Primeiro–Ministro (1): 1967

### Campanhas de Destaque
- Vice–Campeão da Copa da Turquia (1): 1982–83
- Vice–Campeão da Segunda Divisão Turca (2): 1975–76 e 1979–80
- Vice–Campeão da Terceira Divisão Turca (2): 2001–02 e 2008–09